# Блумінгдейл (Мічиган)
Блумінгдейл (англ. Bloomingdale) — селище (англ. village) в США, в окрузі Ван-Б'юрен штату Мічиган. Населення — 513 особи (2020).

## Географія
Блумінгдейл розташований за координатами 42°23′0″ пн. ш. 85°57′32″ зх. д. / 42.38333° пн. ш. 85.95889° зх. д. (42.383292, -85.959012).  За даними Бюро перепису населення США в 2010 році селище мало площу 3,01 км², з яких 2,94 км² — суходіл та 0,07 км² — водойми.

## Демографія
Згідно з переписом 2010 року, у селищі мешкали 454 особи в 172 домогосподарствах у складі 124 родин. Густота населення становила 151 особа/км².  Було 208 помешкань (69/км²).
Расовий склад населення:
| - 93,4 % — білих - 0,9 % — корінних американців - 0,2 % — чорних або афроамериканців - 0,2 % — азіатів - 2,4 % — осіб інших рас |

До двох чи більше рас належало 2,9 %. Частка іспаномовних становила 5,1 % від усіх жителів.
За віковим діапазоном населення розподілялося таким чином: 24,4 % — особи молодші 18 років, 63,0 % — особи у віці 18—64 років, 12,6 % — особи у віці 65 років та старші. Медіана віку мешканця становила 38,4 року. На 100 осіб жіночої статі у селищі припадало 85,3 чоловіків;  на 100 жінок у віці від 18 років та старших — 83,4 чоловіків також старших 18 років.
Середній дохід на одне домашнє господарство  становив 44 362 долари США (медіана — 37 794), а середній дохід на одну сім'ю — 45 436 доларів (медіана — 37 679). Медіана доходів становила 42 000 доларів для чоловіків та 28 750 доларів для жінок. За межею бідності перебувало 26,2 % осіб, у тому числі 44,9 % дітей у віці до 18 років та 5,9 % осіб у віці 65 років та старших.
Цивільне працевлаштоване населення становило 252 особи. Основні галузі зайнятості: роздрібна торгівля — 19,4 %, освіта, охорона здоров'я та соціальна допомога — 19,4 %, виробництво — 14,7 %.